# Quad Cities

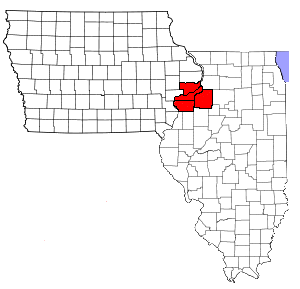
Localisation à la frontière des deux États

Les Quad Cities sont une agglomération composé de différentes municipalités qui bordent le fleuve du Mississippi, dans l'Iowa et l'Illinois dans la partie centrale et centre-ouest des États-Unis. La population métropolitaine en 2010 était 381 683 habitants. Les cinq plus grandes municipalités, par ordre de population, sont :
- Davenport, dans l'Iowa
- Moline, dans l'Illinois
- Rock Island, dans l'Illinois
- Bettendorf, dans l'Iowa
- East Moline, dans l'Illinois

## Histoire
Avant la Seconde Guerre mondiale, l'agglomération a été connue comme les « Tri-Cities », et comptait uniquement Davenport, Rock Island, et Moline. Avec la croissance du comté de Rock Island, East Moline s'est vu attribuer le même statut et la région était connue sous le nom de « Quad Cities » pendant le début des années 1960. Pendant les années 1970, Bettendorf avait crû, de telle sorte que beaucoup de gens dans la communauté ont ouvertement discuté de l'adoption du terme de « Quint Cities ». Toutefois, à cette époque, les Quad Cities étaient devenues notoires bien au-delà de la région, et le terme de Quint Cities ne fut jamais propagé. Comme Bettendorf dépassait East Moline en taille et en prospérité, on a doucement écarté East Moline des listes « puristes », bien que les citoyens de East Moline considèrent toujours leur ville comme une des « quadruples ». 

## Analyse
Comme un rapiéçage (un patchwork pour utiliser un terme de la culture locale) des unités urbaines pareillement placées mais politiquement différentes situées au bord de la Rust Belt, la région de Quad Cities sert d'étude de cas intéressante sur les effets de diverses variables économiques, sociales, politiques, et environnementales sur la trajectoire des municipalités cherchant le rétablissement économique. Vu comme masse urbaine simple, les Quad Cities sont un parfait exemple de modèle multiple de noyaux de l'arrangement urbain.

## Sports
En 1946, l'équipe de basket-ball des Blackhawks des Tri-Cities est fondée. Elle joue en National Basketball League puis en National Basketball Association. L'équipe déménage pour Milwaukee en 1951 et prend le nom de « Hawks de Milwaukee ».
En 2007, une nouvelle franchise de la Ligue américaine de hockey a fait ses débuts à Quad Cities : les Flames dont les propriétaires sont les Flames de Calgary, équipe de la Ligue nationale de hockey. Les Flames déménagent au Canada en 2009 et se rebaptisent Heat d'Abbotsford.

## Film tourné dans la région des Quad Cities
- 1990: Bix, un 'ippotesi leggendaria (Bix, une interprétation de la légende) de Pupi Avati